# Impianto subretinale
Gli impianti subretinali, che hanno cominciato ad essere ideati e realizzati nei primi anni '90, sono una delle due principali tipologie di protesi retiniche artificiali (l'altra è costituita dagli impianti epiretinali) che si stanno sviluppando e testando per ripristinare la vista in pazienti affetti da cecità congenita o acquisita, dovuta a degenerazione dei fotorecettori della retina (coni e/o bastoncelli).

## Principio di funzionamento
L'impianto subretinale è costituito da un dispositivo che attraverso un'operazione di microchirurgia viene impiantato tra lo stato epiteliale pigmentato e lo strato esterno della retina, che nei soggetti sani contiene le cellule fotorecettrici. I coni e i bastoncelli malfunzionanti vengono rimpiazzati nel paziente da una piastrina in silicio con migliaia di microfotodiodi sensibili alla luce, ciascuno dei quali risulta collegato con un elettrodo di stimolo. La luce modula direttamente i microfotodiodi, che inducono gli elettrodi a iniettare una piccola corrente nelle cellule retiniche interne (cellule orizzontali, cellule bipolari, cellule amacrine e cellule gangliari). Da qui in avanti l'informazione procede verso le cortecce visive attraverso le normali vie di trasmissione nervosa, quindi le strutture neurali a valle della retina devono risultare intatte e funzionanti nel paziente affinché questo tipo di protesi possa essere efficace.

## Pregi della protesi
Il principale pregio degli impianti subretinali è che i microfotodiodi rimpiazzano direttamente le cellule fotorecettrici danneggiate, quindi non c'è la necessità di telecamera esterna e di sistemi di processamento dati.
Inoltre posizionare e fissare l'impianto risulta essere relativamente semplice.

## Difetti della protesi
Il principale difetto degli impianti subretinali è legato alla limitata sensibilità dei microfotodiodi: la luce ambientale non è in grado di stimolare i microfotodiodi ad un livello sufficiente affinché essi stimolino a loro volta i neuroni adiacenti. Per il corretto funzionamento della protesi servono quindi condizioni di luce molto intensa.
Un altro notevole svantaggio dell'impianto subretinale è rappresentato dalla sua non applicabilità  in condizioni ottiche compromesse.

## Principali tipi di impianti subretinali
Esistono diversi gruppi di ricerca che si stanno occupando di studio, progettazione e realizzazione di impianti subretinali, ma la società più promettente in questo campo è attualmente la Optobionics, fondata e diretta dai fratelli Vincent Chow e Alan Chow. Attualmente la protesi Optobionics è in piena fase di sperimentazione clinica: è stata impiantata in 45 pazienti e i risultati dell'impianto del dispositivo nei primi 10 pazienti testati sono apparsi molto positivi.